# Заборона куріння

Міжнародний знак «Курити заборонено»

Заборо́на курі́ння — заборона паління тютюнових виробів. У різних країнах діють різні обмеження і штрафи, які закріплюються на законодавчому рівні або установлюються власником певного закладу. Метою заборони паління є захист некурців від пасивного паління.
Заборона куріння у громадських місцях є одним із першочергових заходів, визначених Рамковою конвенцією Всесвітньої організації охорони здоров'я з боротьби з тютюном, які мають сприяти подоланню тютюнової пандемії і зниженню шкідливого впливу тютюнопаління на здоров'я населення. Конвенцію підписало 172 країни, зокрема й Україна, і вже 31 з них ввела заборону куріння. Щороку до цього списку приєднується 2-3 країни. Першою державою у світі, яка ввела повну заборону куріння, стала Ірландія — 2004 р. там набув чинності відповідний закон. Нині його підтримує 95% населення.
В Україні з тютюнопалінням борються шляхом заборони курити у громадських місцях, зменшення реклами тютюнових виробів, заборони реклами засобів для нагрівання тютюну. У 2021 році наступним кроком у пропаганді здорового способу життя став Законопроєкт №4358. Про його перспективи розповідають на прикладі Житомирської області

## Обґрунтування причин уведення заборони куріння у громадських місцях

### Медичні причини
Основна стаття: Пасивне куріння
Першочерговим завданням законів, які обмежують куріння в громадських місцях, є захист людей від пасивного куріння. Адже за даними Всесвітньої організації охорони здоров'я вдихання вторинного тютюнового диму приводить до 600000 випадків передчасної смерті в рік. У тютюновому димі міститься більше 7000 хімічних речовин, з яких, щонайменше, 250 відомі як шкідливі і 69 як канцерогенні. Більш того, сам вторинний тютюновий дим ВООЗ класифікує як канцероген.
Серед дорослих людей вдихання вторинного тютюнового диму підвищує ризик розвитку серцево-судинних захворювань на 25-30% та респіраторних хвороб, включаючи ішемічну хворобу серця і рак легень. Відповідно до досліджень, ризик отримати рак легень у людей, які працюють у сильно задимлених приміщеннях (приміром, офіціанти та бармени), підвищується до 101% порівняно з тими, хто працює в нормальних умовах. Діти, які піддаються впливу пасивного куріння, на 50-100% частіше хворіють гострими респіраторними хворобами. А серед дітей грудного віку вдихання вторинного тютюнового диму може викликати раптову смерть, у вагітних жінок — народження дітей із низькою масою тіла.
За інформацією ВООЗ приблизно 40% всіх дітей у світі, 33% чоловіків і 35% жінок некурців регулярно піддаються впливу пасивного куріння. 31% випадків смерті, пов'язаних зі вдиханням вторинного тютюнового диму, відбувається серед дітей.

### Економічні причини
Куріння також завдає непрямих збитків або додаткових витрат, яких можна було би уникнути, як економікам країн загалом, так і конкретним підприємствам та особам. Зокрема:
- за оцінками американського Товариства актуаріїв, вартість лікування некурців, які захворіли в результаті впливу вторинного тютюнового диму, становить майже 5 млрд доларів США в рік.
- у Великій Британії лікування захворювань у дітей, викликаних впливом пасивного куріння, обходиться в наступні суми: щонайменше 9,7 млн фунтів стерлінгів щорічно йде на надання першої медичної допомоги та лікування астми, 13,6 млн фунтів стерлінгів на госпіталізацію й 4 млн фунтів стерлінгів на препарати для лікування астми в дітей.
- У Швейцарії результатом куріння у громадських місцях є: 32000 днів госпіталізації, яких можна було б уникнути, втрата 3000 років життя людей і 330 млн швейцарських франків на лікування хвороб, викликаних тютюновим димом.
- У Гонконгу економічної шкоди, що завдаються пасивним курінням (прямі витрати на медичне обслуговування, довгостроковий догляд і зниження продуктивності праці), оцінюється приблизно у 156 млн доларів США.
- У Шотландії дослідники, які провели опитування у 200 компаніях, підрахували, що зниження продуктивності праці у зв'язку з невиходом на роботу курців через хвороби, пов'язані з палінням, обходиться в 40 млн фунтів стерлінгів.
- Прийняття законів, які обмежують куріння, знижує ризик пожеж і нещасних випадків, що в свою чергу зменшує витрати на страхування. У Сполучених Штатах вільні від тютюнового диму підприємства можуть придбати страхування від пожеж і страхування майна за нижчими тарифами, при цьому знижки можуть сягати 25-30%[5].

## Заборона куріння в різних країнах

### Австрія
2010 року набув чинності закон, який забороняє куріння в кафе й ресторанах. Власники закладів площею до 50 квадратних метрів можуть самостійно обирати, чи буде кафе/ресторан для курців або повністю бездимним. Порушення закону карається штрафом у розмірі до 10 тисяч євро.

### Аргентина
У другому за чисельністю населення місті країни, Кордові, ввели заборону на куріння за кермом автомобіля. Порушникам – штраф $111 або позбавлення волі строком від 15 до 90 днів.

### Бельгія
З 2011 року діє повна заборона на куріння у закладах громадського харчування. Перед тим діяла заборона на куріння у закладах, де продається їжа, а не тільки напої.

### Білорусь
Введено заборону на куріння у 15 найбільших парках та площах Мінська. 

### Болгарія
Із червня 2012 діє повна заборона на куріння у громадських місцях, зокрема, в закладах громадського харчування. За порушення курцям загрожує штраф у розмірі від €150 до €250, а власникам закладів, які допустили порушення - від €1500 до €2500, а при повторному порушенні – до €5000.

### Велика Британія
Повна заборона куріння у закладах харчування введена 2006 року. За невиконання закону громадянам доведеться заплатити штраф у розмірі від 30 до 200 фунтів стерлінгів, а власнику закладу — 2,5 тисячі фунтів стерлінгів.

### Греція
Заборона куріння у громадських місцях і закладах харчування зокрема, діє з 2010 року.

### Данія
Не дозволено палити в невеликих барах до 40 квадратних метрів. Також закон дозволяє курити в спеціальних місцях, відведених для цього. Заборона набула чинності в 2007 році.

### Ізраїль
Акторам театру заборонили курити на сцені в ході виступу, навіть якщо того вимагає п'єса. Ввели також заборону на куріння всередині медичних закладів та на їх території, на зупинках громадського транспорту, спортивних спорудах.

### Ірландія
2004 року Ірландія стала першою країною у світі, в якій заборонили куріння у закладах харчування.

### Іспанія
Заборона куріння у закладах громадського харчування діє з 2011 року. Влітку 2012 набула чинності не заборона куріння на пляжах. Поки вона поширюється лиш на пляж Моран острову Гран Канарія, де відтепер потрібно відводити 75% пляжу курцям і 25% - некурцям. У 2013 році влада планує розширити часткову або повну не заборону й на інші пляжі країни.

### Італія
Куріння в публічних місцях, зокрема, барах, ресторанах і кав'ярнях, заборонено з 2005.

### Казахстан
У липні 2012 почала діяти заборона куріння у громадських місцях, зокрема в закладах громадського харчування та закладах, призначених для масового відпочинку.

### Куба
Ввели заборону куріння у закритих приміщеннях закладів харчування Гавани, які знаходяться у власності держави.

### Ліван
З 2012 року діє заборона куріння у громадських місцях, зокрема, у закладах харчування, магазинах та на робочих місцях. 

### Монголія
У жовтні 2012 ухвалено закон про повну заборону куріння у громадських місцях, зокрема, в закладах громадського харчування.

### Нідерланди
Курити не можна в ресторанах і кафе з 2008 року. При цьому в популярних кофішопах не дозволяється курити марихуану. З 2010 року закон поширюється на кафе і бари площею до 70 квадратних метрів.

### Норвегія
Палити в громадських місцях у Норвегії заборонили ще в далекому 1988 році, а ось заборона на куріння в барах прийняли там лише в червні 2004 року.

### Польща
Закон, який забороняє куріння в ресторанах, освітніх і медичних установах, на зупинках громадського транспорту, був прийнятий в листопаді 2010 року.

### Росія
З 2015 року вводиться повна заборона куріння у громадських місцях, зокрема, в закладах харчування.

### Угорщина
Із січня 2012 введена заборона на куріння у громадських місцях, щоправда, вона поки не поширюється на заклади громадського харчування. Штрафи за порушення – від €75 до €190. 

### Узбекистан
У квітні 2012 почала діяти заборона куріння в аеропортах та на бортах літаків, а також в усіх громадських місцях, закладах громадського харчування та місцях проведення весільних або інших святкових чи ритуальних подій. 

### Фінляндія
Боротьба з курінням у Фінляндії почалася ще в 1976 році зі введення закону про заборону куріння у громадських місцях. У 2000 році прийняли новий закон, за яким необхідно розділяти кафе та ресторани на дві зони: для курців і некурців. Прийнятий в 2010 році новий закон повністю заборонив курити у громадських місцях. Влада Фінляндії також поставила перед собою мету: стати до 2040 року некурящою країною.

## Результати введення заборони куріння
Оскільки завдяки введенню заборони суттєво знижується вплив тютюнового диму на населення, очікується підвищення загального рівня здоров'я, що в довгостроковій перспективі позначиться на середній тривалості життя, зменшить витрати фізичних осіб і держави на лікування хвороб, пов'язаних із тютюнопалінням.

### Сполучені Штати Америки
Протягом року опісля прийняття в штаті Аризона закону про заборону куріння у громадських місцях, кількість госпіталізацій через інфаркт зменшилася на 13%, з нестабільною стенокардією — на 33%, інсультів — 14%, астми — 22%.

### Ірландія
Через дев'ять місяців після набуття чинності закону про заборону куріння у громадських місцях, 59% курців повідомили про зменшення кількості щоденного вживання сигарет, 49% відзначили, що імовірність того, що вони кинуть палити, збільшилася, а 79% серед тих, хто кинув палити, підтвердили, що в цьому їх допомогло ухвалення закону.

### Шотландія
У Шотландії число госпіталізацій із гострими коронарними синдромами в дев'яти великих лікарнях зменшилося на 17% через 10 місяців після введення в дію антитютюнового закону. Кількість госпіталізацій із діагнозом «гострий коронарний синдром» знизилася серед курців на 14%, серед колишніх курців на 19%, а серед людей, які ніколи не курили — на 21%.

## Ставлення населення до заборони куріння
Опитування, проведені у більшості країн, де діє заборона, показують високий рівень схвалення населенням даної ініціативи.

### Україна
Протягом листопада-грудня 2011 р. Київський міжнародний інститут соціології на замовлення організації «Quirk Global Strategies» провів опитування щодо ставлення українців до ухвалення закону про заборону куріння у громадських місцях. Результати виявилися наступними:
- 84% українців підтримують прийняття закону, який заборонятиме курити всередині громадських приміщень, включно з усіма робочими місцями, житловими будинками, офісами.
- Високий рівень підтримки бездимних приміщень зафіксований у всіх регіонах країни. Найбільший — на Сході та Півночі — 88%, найменший, але теж переважний, на Заході −78%;
- Закон підтримують 92% жінок та 76% чоловіків.
- Законодавство про повну заборону куріння в ресторанах та кафе підтримують 77% населення, в барах — 74% населення.
- Загалом 91% українців визнає пасивне куріння шкідливим для здоров'я: 35% українців «сильно турбує», коли їх обкурюють, 31% «доволі сильно», 17% «лише трохи» та 16% «зовсім не турбує».
- 83% українців вважають, що права клієнтів та працівників дихати чистим, вільним від диму повітрям, зокрема, в ресторанах, барах та кафе є вищими, ніж права курців там курити.
- Права курців забруднювати повітря токсичними речовинами тютюнового диму ставлять вище лише 8% українців[10].

## Законодавче регулювання в Україні
Згідно ст. 13  ЗУ «Про заходи щодо попередження та зменшення вживання тютюнових виробів і їх шкідливого впливу на здоров'я населення» (Редакція від 16.12.2012р.)
Забороняється куріння тютюнових виробів, а також електронних сигарет і кальянів:
- у ліфтах і таксофонах;
- у приміщеннях та на території закладів охорони здоров’я;
- у приміщеннях та на території навчальних закладів;
- у приміщеннях та на території спортивних і фізкультурно-оздоровчих споруд та закладів фізичної культури і спорту;
- у приміщеннях закладів ресторанного господарства;
- у приміщеннях об’єктів культурного призначення;
- у приміщеннях органів державної влади, інших державних установ, органів місцевого самоврядування;
- у приміщеннях підприємств, установ та організацій усіх форм власності;
- у приміщеннях готелів та аналогічних засобів розміщення громадян;
- у приміщеннях гуртожитків;
- на дитячих майданчиках;
- у місцях загального користування житлових будинків;
- у підземних переходах;
- у транспорті загального користування, що використовується для перевезення пасажирів, у тому числі в таксі (Редакція від 11.07.2022р.)
- на вокзалах та станціях;
- на зупинках громадського транспорту.

## Тематичні ресурси
1. Ресурсний центр з максимально повною інформацією про антитютюнові ініціативи
2. Медіафільтр — моніторинг публікацій про- та антитютюнової тематики [Архівовано 15 липня 2012 у Wayback Machine.]